# خايمي ألفيس
خايمي ألفيس (28 مارس 1965 - 2020) هو لاعب كرة قدم برتغالي في مركز الوسط. شارك مع منتخب البرتغال لكرة القدم. أما مع النوادي، فقد لعب مع فيتوريا دي غيماريش ونادي بوافيشتا ونادي إيسبينهو.

## وصلات خارجية
- خايمي ألفيس على موقع الاتحاد الدولي (مؤرشف)  (الإنجليزية)
- خايمي ألفيس على موقع قاعدة بيانات كرة القدم.إي يو (الإنجليزية)
- خايمي ألفيس على موقع ناشيونال فوتبول تيمز (الإنجليزية)